# Пивоваров, Даниил Валентинович
Дании́л Валенти́нович Пивова́ров (29 октября 1943 года, Шанхай, Китай — 7 января 2016, Екатеринбург, Россия) — советский и российский философ, религиовед и культуролог; специалист в области теории познания и философии религии. Создатель научной школы «Синтетическая парадигма в философии» и научной концепции «Синтетическая теория идеального».

## Биография
Родился в Шанхае в семье русских эмигрантов.
В 1947 году с родителями приехал в СССР в Свердловск.
В 1961 году окончил специальную английскую школу № 13.
В 1962 — 1965 годах проходил срочную службу в Советской армии.
Поступил на радиотехнический факультет Уральского политехнического университета, но решил перевестись на философский факультет УрГУ.
В 1970 году с отличием окончил философский факультет Уральского государственного университета.
В 1972 году досрочно окончил заочную аспирантуру философского факультета Уральского государственного университета
В 1972 году под научным руководством М. Н. Руткевича защитил диссертацию на соискание учёной степени кандидата философских наук по теме «Некоторые аспекты практической проверки истинности научной теории» (Специальность 09.00.01 — диалектический и исторический материализм).
С 1970 года преподавал на философском факультете Уральского государственного университета. Ассистент (1970—1975), старший преподаватель (1975—1978), доцент (1978—1986) кафедры диалектического материализма.
В 1977—1978 годах по программе Британского совета стажировался в Кембриджском университете.
С 1986 года — заведующий созданной им кафедрой истории и теории научного атеизма (позднее — кафедрой истории и философии религии; кафедра религиоведения) философского факультета Уральского государственного университета..
В 1987 году защитил диссертацию на соискание учёной степени доктора философских наук по теме «Операционный аспект идеального отражения» (Специальность 09.00.01 — диалектический и исторический материализм).
В 1988 году присвоено учёное звание профессора.
В 1989 году по программе Фулбрайта в качестве приглашённого профессора читал специальный курс по теории познания, а также занимался исследованием философского операционализма П. У. Бриджмена в Северо-Западном университете.
С 1986 года — член диссертационных советов по философии, культурологии и психологии в Уральском университете.
С 1996 по 1999 годы — член экспертно-консультативного совета по вопросам свободы совести и вероисповедований при администрации Губернатора Свердловской области; в настоящее время — член Экспертно-консультативного совета при Екатеринбургской епархии. Председатель Экспертного совета по проведению религиозной экспертизы при Главном управлении Министерства юстиции РФ по Свердловской области.
Скончался 7 января 2016 года. Похоронен на Сибирском кладбище города Екатеринбурга.

## Научная и преподавательская деятельность
Создал научную школу «Синтетическая парадигма в философии», объединившую более 70 ученых. Подготовил 14 докторов и 30 кандидатов наук. Опубликовал более 500 научных работ, в том числе 32 монографии и учебные пособия. Научный редактор 25 книг. 
Разработал синтетические концепции идеального, культуры, религии.
Д. В. Пивоваров занимался разработкой научной проблематики: идеальное и идеал; операционный аспект знания; метод экстраполяции; визуальное мышление в науке и изобразительном искусстве; неравновесные процессы в открытых нелинейных системах; элементарный объект и элементаристский подход; диалектика субъекта и объекта; религии в основании культур; взаимосвязь космоцентрической, социоцентрической и эгоцентрической религий; иррациональное в бытии и познании; вера и знание.
Построил особый диалектико-логический алгоритм категориального синтеза. Разработал «симфонику» как методологию толерантного ведения споров.
Д. В. Пивоваров считал, что идеальное есть виртуальное взаимоотражение субъекта и объекта, которое проявляется, как: выбор репрезентанта некой целостности и признание его за эталон, освоение эталона посредством возможных схем действия, перенос знания об эталоне на сверхчувственную целостность.
Понятие истины, по Д. В. Пивоварову, имеет смысл только в отношении феноменов идеального и идеала и распадается на следующие аспекты:
1) репрезентативный
2) креатологический
3) экзистенциальный.
В исследованиях структуры языка Д. В. Пивоваров выделил три звена: объект-язык, речеоперативную деятельность и субъект-язык — речеоперативный образ объект-языка.
Культура для Д. В. Пивоварова идеалообразующая сторона человеческой жизни, первоосновой которого он считает сакрализованные идеалы, а выражением — взаимосвязанные множества светских идеалов.
Д. В. Пивоваров рассматривал религию, как священную связь людей с Абсолютом, как начало сакрализирующее основные ценности жизни. Он выделяет три вида религий:
1) эгоцентрические
2) социоцентрические
3) космоцентрические
Д. В. Пивоваров предложил различать понятие вера двух видов:
1) faith — вера (духовное влечение души к предельным основаниям бытия)
2) belief — вера (признание без достаточного основания истинности образов в формах субъективной достоверности и доверия, уверенности и ожидания).
Одним из первых в отечественном религиоведении осуществил исследование идейной основы мировой религии бахаи.
Благодаря Д. В. Пивоварову в научный оборот были введены новые понятия и термины: диалектико-логический алгоритм, объект-язык и субъект-язык, виртуал, имманация, оксирома, крипта, сциент и асциент, арт-философ, faith-вера и belief-вера, онтология религии, гносеология религии, праксеология религии.
Читал курсы философии, философии науки, философии религии, оригинальные специальные курсы «Проблема идеального», «Теория рефлексии Гегеля», «Основные категории онтологии», «Операциональный аспект научного знания», «Визуальное мышление в изобразительном искусстве», «Религия как социальная связь», «Знание и вера в науке и религии», «Язык религии».

## Семья
Жена — Азетта Михайловна Пивоварова. Сын — Максим Даниилович Пивоваров (умер в 1999 г.). Сын — Даниил Даниилович Пивоваров (род. 5 мая 1968 г.), выпускник философского факультета УрГУ, телеведущий, автор и ведущий еженедельных информационно-юридических программ «Код безопасности» и «Резонанс» на телеканале КРИК.

## Научные труды

### Монографии и пособия
- Пивоваров Д. В. О противоречии чувственного и рационального в теоретическом познании. — Свердловск: Урал. гос. ун-т им. А. М. Горького, 1984. — 112 с. (Рукопись деппонирована в ИНИОН АН СССР № 18291 от 17.09.84)
- Пивоваров Д. В. Проблема носителя идеального образа. — Свердловск: Урал. гос. ун-т, 1985. — 154 с. (Рукопись депонирована в ИНИОН АН СССР № 22182 от 22.08.86).
- Пивоваров Д. В. Проблема носителя идеального образа : операционный аспект. — Свердловск: Изд-во Урал. ун-та, 1986. — 129 с. — 1100 экз.
- Пивоваров Д. В., Андрусенко В. А., Алексеев А. С. Экстраполяция в научном познании: специфика и проблема правильности. — Иркутск: Изд-во Иркутск. ун-та, 1986. — 120 с. — 1000 экз.
- Пивоваров Д. В. Операционный аспект научного знания. — Иркутск: Изд-во Иркутск. ун-та, 1987. — 176 с. — 1000 экз.
- Жуковский В. И., Пивоваров Д. В., Рахматуллин Р. Ю. Визуальное мышление в структуре научного познания / науч. ред. Л. П. Туркин. — Красноярск: Изд. Краснояр. ун-та, 1988. — 184 с. — 700 экз.
- Пивоваров Д. В., Быстрай Г. П. Неравновесные системы: целостность, эффективность, надёжность. — Свердловск: Изд-во Урал. ун-та, 1989. — 187 с. — 1000 экз.
- Пивоваров Д. В. Проблема смысла жизни в курсе философии. — Свердловск: УрГУ, 1990. — 27 с. — 600 экз.
- Пивоваров Д. В., Белянкина Н. Г. Образ элементарного объекта и элементаристский подход. — Свердловск: Изд-во Урал. ун-та, 1991. — 143 с. — 660 экз.
- Жуковский В. И., Пивоваров Д. В. Зримая сущность: визуальное мышление в изобразительном искусстве. — Свердловск: Изд. Урал. ун-та, 1991. — 284 с. — 1000 экз.
- Любутин К. Н., Пивоваров Д. В. Диалектика субъекта и объекта. — Екатеринбург: Изд-во Урал. ун-та, 1993. — 415 с. — 2000 экз.
- Пивоваров Д. В. Дух, душа и смысл жизни человека. Философия религии: Учебное пособие. — Екатеринбург: Урал. гос. ун-т им. А. М. Горького. — 90 с. — 250 экз.
- Пивоваров Д. В. Религия как социальная связь (сакрализация основания культуры). — Екатеринбург: УрГУ, 1993. — 96 с. — 250 экз.
- Пивоваров Д. В. Вера и знание в религии и науке: Учебное пособие. — Екатеринбург: УрГУ, 1994. — 100 с. — 200 экз.
- Андрусенко В. А., Пивоваров Д. В. Методология научного познания: альтернативность и правильность научной экстраполяции / 2-е изд.. — Оренбург: Оренбург. гос. ун-т, 1995. — 96 с. — 2000 экз.
- Пивоваров Д. В., Андрусенко В. А., Донковцев Г. П. Религиозная символика. — Оренбург: Оренбург. книж. изд-во, 1995. — 24 с. — 3000 экз.
- Пивоваров Д. В. Основные религиозные символы. — Екатеринбург: УрГУ, 1997. — 30 с. — 300 экз.
- Жуковский В. И., Пивоваров Д. В. Интеллектуальная визуализация сущности: Учебное пособие. — Красноярск: Изд. Краснояр. ун-та, 1999. — 223 с. — 300 экз.
- Пивоваров Д. В., Любутин К. Н. Синтетическая теория идеального. — Екатеринбург — Псков: Изд-во ПОИКРО, 2000. — 207 с. — 500 экз.
- Пивоваров Д. В., Медведев А. В. История и философия религии: Учебное пособие. — Екатеринбург, Нижневартовск: Изд-во Урал. ун-та, Изд-во Нижневарт. пед. ин-та, 2000. — 408 с. — 500 экз.
- Пивоваров Д. В. Бог, пророк, церковь: Учебное пособие. — Екатеринбург: Изд-во Урал. ун-та, 2002. — 92 с. — 150 экз.
- Пивоваров Д. В. Душа и вера. — Оренбург: Изд-во ООИПКРО, 2003. — 223 с. — 500 экз.
- Пивоваров Д. В. Язык религии: Учебное пособие. — Екатеринбург: Изд-во Урал. ун-та, 2006. — 96 с. — ISBN 5-7996-0347-8.
- Пивоваров Д. В. Философия религии: Учебное пособие. — Екатеринбург, М.: Деловая кн.: Академический проект, 2006. — 640 с. — (Gaudeamus). — ISBN 5-8291-0599-3.
- Жуковский В. И., Копцева Н. П., Пивоваров Д. В. Визуальная сущность религии: монография. — Красноярск: КрасГУ, 2006. — 460 с.
- Пивоваров Д. В. Основные категории онтологии / 2-е изд.. — Екатеринбург: Изд-во Урал. ун-та, 2006.
- Пивоваров Д. В., Минаева Н. С., Боднар Э. Л. Методы социальной психологии. — М.: Академический проект; Деловая книга, 2007.
- Пивоваров Д. В. Гносеология религии: Учебное пособие. — Екатеринбург: Изд-во Урал. ун-та, 2009. — 380 с.
- Пивоваров Д. В. Онтология религии. — СПб.: Владимир Даль, 2009. — 505 с.
- Пивоваров Д. В. История западноевропейской философии религии XVII-XIX вв.. — Екатеринбург: Изд-во Урал. ун-та, 2012. — 155 с.
- Пивоваров Д. В. Идея Бога в философии религии. — Екатеринбург: Изд-во Урал. ун-та, 2012. — 178 с.
- Культура и религия. Сакрализация базовых идеалов / Д. В. Пивоваров ; М-во образования и науки Российской Федерации, Уральский федеральный ун-т им. Первого Президента России Б. Н. Ельцина. - Екатеринбург : Изд-во Уральского ун-та, 2013. - 244, [1] с.; 20 см.; ISBN 978-5-7996-0846-0
- Наука и религия. Гносеологические очерки / Д. В. Пивоваров ; М-во образования и науки Российской Федерации, Уральский федеральный ун-т им. первого Президента России Б. Н. Ельцина. - Екатеринбург : Изд-во Уральского ун-та, 2014. - 343 с.; 21 см.; ISBN 978-5-7996-1136-1
- Вера Бахаи: история, вероучение, культ : учебное пособие для студентов, обучающихся по программе магистратуры по направлению подготовки 033300 "Религиоведение" / Д. В. Пивоваров ; Уральский федеральный ун-т им. Первого Президента России Б. Н. Ельцина. - Екатеринбург : Изд-во Уральского ун-та, 2014. - 146, [1] с., [4] л. ил. : ил.; 20 см.; ISBN 978-5-7996-1082-1
- Онтология: материя и ее атрибуты : учебное пособие для студентов, обучающихся по программе бакалавриата по направлению 030100 "Философия", специальностям 030101 "Философия", 040801 "Религиоведение" / Д. В. Пивоваров ; М-во образования и науки Российской Федерации, Уральский федеральный ун-т им. первого Президента России Б. Н. Ельцина, [Ин-т социальных и политических наук]. - Екатеринбург : Изд-во Уральского ун-та, 2015. - 189 с.; 21 см.; ISBN 978-5-7996-1421-8
- Социоцентрические религии : Д. В. Пивоваров ; М-во образования и науки Российской федерации, Уральский федеральный ун-т им. первого Президента России Б. Н. Ельцина. - Екатеринбург : Изд-во Уральского ун-та, 2015. - 137 с.; 21 см.; ISBN 978-5-7996-1376-1 : 100 экз.
- Категории онтологии : учебное пособие / Д. В. Пивоваров ; М-во образования и науки Российской Федерации, Уральский федеральный ун-т им. первого Президента России Б. Н. Ельцина, [Ин-т социальных и политических наук]. - Екатеринбург : Изд-во Уральского ун-та, 2016. - 549 с. : ил.; 21 см.; ISBN 978-5-7996-1659-5 : 100 экз.
- Наука и религия: гносеологические очерки : монография / Д. В. Пивоваров ; Уральский федеральный университет имени первого Президента России Б. Н. Ельцина. - Москва : Юрайт ; Екатеринбург : Изд-во Уральского ун-та, 2018. - 346 с.; 22 см. - (Антология мысли).; ISBN 978-5-534-05449-1 (Юрайт)
- Социоцентрические религии : монография / Д. В. Пивоваров ; Уральский федеральный университет имени первого Президента России Б. Н. Ельцина. - Москва : Юрайт ; Екатеринбург : Изд-во Уральского ун-та, 2018. - 137 с.; 21 см. - (Антология мысли).; ISBN 978-5-534-02595-8 (Юрайт)
- Религия как духовная практика : типы религиозных организаций : [16+] / Д. В. Пивоваров. - Санкт-Петербург : Алетейя, 2020. - 474 с.; 22 см. - (Независимый альянс).; ISBN 978-5-906860-24-8

- Pivovarov D. V. Reflection and creation. — Evanston: Northwestern University, 1989. — 13 p.
- Pivovarov D. V. Ideal and direct knowledge. — Evanston: Northwestern University, 1989. — 14 p.
- Pivovarov D. V. Operational and non-operational aspects of knowledge. — Evanston: Northwestern University, 1989. — 14 p.
- Pivovarov D. V. Structure of human cognitive process. — Evanston: Northwestern University, 1989. — 14 p.
- Pivovarov D. V., Zukovsky V. I. Visual thinking in science and arts. — Evanston: Northwestern University, 1989. — 17 p.

### Энциклопедии и словари
- Пивоваров Д. В. Абсолют // Современный философский словарь / Под общ. ред. д. ф. н. профессора В. Е. Кемерова. — 2-е изд., испр. и доп.. — Лондон, Франкфурт-на-Майне, Париж, Люксембург, Москва, Минск: Панпринт, 1998. — 1064 с. — 5000 экз. — ISBN 3-932173-35-X.
- Пивоваров Д. В. Абсолютное и относительное // Современный философский словарь / Под общ. ред. д. ф. н. профессора В. Е. Кемерова. — 2-е изд., испр. и доп.. — Лондон, Франкфурт-на-Майне, Париж, Люксембург, Москва, Минск: Панпринт, 1998. — 1064 с. — 5000 экз. — ISBN 3-932173-35-X.
- Пивоваров Д. В. Агностицизм // Современный философский словарь / Под общ. ред. д. ф. н. профессора В. Е. Кемерова. — 2-е изд., испр. и доп.. — Лондон, Франкфурт-на-Майне, Париж, Люксембург, Москва, Минск: Панпринт, 1998. — 1064 с. — 5000 экз. — ISBN 3-932173-35-X.
- Пивоваров Д. В. Акциденция // Современный философский словарь / Под общ. ред. д. ф. н. профессора В. Е. Кемерова. — 2-е изд., испр. и доп.. — Лондон, Франкфурт-на-Майне, Париж, Люксембург, Москва, Минск: Панпринт, 1998. — 1064 с. — 5000 экз. — ISBN 3-932173-35-X.
- Пивоваров Д. В. Анимизм // Современный философский словарь / Под общ. ред. д. ф. н. профессора В. Е. Кемерова. — 2-е изд., испр. и доп.. — Лондон, Франкфурт-на-Майне, Париж, Люксембург, Москва, Минск: Панпринт, 1998. — 1064 с. — 5000 экз. — ISBN 3-932173-35-X.
- Пивоваров Д. В. Антиномизм // Современный философский словарь / Под общ. ред. д. ф. н. профессора В. Е. Кемерова. — 2-е изд., испр. и доп.. — Лондон, Франкфурт-на-Майне, Париж, Люксембург, Москва, Минск: Панпринт, 1998. — 1064 с. — 5000 экз. — ISBN 3-932173-35-X.
- Пивоваров Д. В. Апофатическая теология // Современный философский словарь / Под общ. ред. д. ф. н. профессора В. Е. Кемерова. — 2-е изд., испр. и доп.. — Лондон, Франкфурт-на-Майне, Париж, Люксембург, Москва, Минск: Панпринт, 1998. — 1064 с. — 5000 экз. — ISBN 3-932173-35-X.
- Пивоваров Д. В. Атрибут // Современный философский словарь / Под общ. ред. д. ф. н. профессора В. Е. Кемерова. — 2-е изд., испр. и доп.. — Лондон, Франкфурт-на-Майне, Париж, Люксембург, Москва, Минск: Панпринт, 1998. — 1064 с. — 5000 ref=Пивоваров экз. — ISBN 3-932173-35-X.
- Пивоваров Д. В. Бахаи // Современный философский словарь / Под общ. ред. д. ф. н. профессора В. Е. Кемерова. — 2-е изд., испр. и доп.. — Лондон, Франкфурт-на-Майне, Париж, Люксембург, Москва, Минск: Панпринт, 1998. — 1064 с. — 5000 экз. — ISBN 3-932173-35-X.
- Пивоваров Д. В. Вера // Современный философский словарь / Под общ. ред. д. ф. н. профессора В. Е. Кемерова. — 2-е изд., испр. и доп.. — Лондон, Франкфурт-на-Майне, Париж, Люксембург, Москва, Минск: Панпринт, 1998. — 1064 с. — 5000 экз. — ISBN 3-932173-35-X.
- Пивоваров Д. В. Верификация // Современный философский словарь / Под общ. ред. д. ф. н. профессора В. Е. Кемерова. — 2-е изд., испр. и доп.. — Лондон, Франкфурт-на-Майне, Париж, Люксембург, Москва, Минск: Панпринт, 1998. — 1064 с. — 5000 экз. — ISBN 3-932173-35-X.
- Пивоваров Д. В. Видимость // Современный философский словарь / Под общ. ред. д. ф. н. профессора В. Е. Кемерова. — 2-е изд., испр. и доп.. — Лондон, Франкфурт-на-Майне, Париж, Люксембург, Москва, Минск: Панпринт, 1998. — 1064 с. — 5000 экз. — ISBN 3-932173-35-X.
- Пивоваров Д. В. Визуальное мышление // Современный философский словарь / Под общ. ред. д. ф. н. профессора В. Е. Кемерова. — 2-е изд., испр. и доп.. — Лондон, Франкфурт-на-Майне, Париж, Люксембург, Москва, Минск: Панпринт, 1998. — 1064 с. — 5000 экз. — ISBN 3-932173-35-X.
- Пивоваров Д. В. Виртуальное, виртуал, виртуальная реальность // Современный философский словарь / Под общ. ред. д. ф. н. профессора В. Е. Кемерова. — 2-е изд., испр. и доп.. — Лондон, Франкфурт-на-Майне, Париж, Люксембург, Москва, Минск: Панпринт, 1998. — 1064 с. — 5000 экз. — ISBN 3-932173-35-X.
- Пивоваров Д. В. Возможность и действительность // Современный философский словарь / Под общ. ред. д. ф. н. профессора В. Е. Кемерова. — 2-е изд., испр. и доп.. — Лондон, Франкфурт-на-Майне, Париж, Люксембург, Москва, Минск: Панпринт, 1998. — 1064 с. — 5000 экз. — ISBN 3-932173-35-X.
- Пивоваров Д. В. Гилозоизм // Современный философский словарь / Под общ. ред. д. ф. н. профессора В. Е. Кемерова. — 2-е изд., испр. и доп.. — Лондон, Франкфурт-на-Майне, Париж, Люксембург, Москва, Минск: Панпринт, 1998. — 1064 с. — 5000 экз. — ISBN 3-932173-35-X.
- Пивоваров Д. В. Гностицизм // Современный философский словарь / Под общ. ред. д. ф. н. профессора В. Е. Кемерова. — 2-е изд., испр. и доп.. — Лондон, Франкфурт-на-Майне, Париж, Люксембург, Москва, Минск: Панпринт, 1998. — 1064 с. — 5000 экз. — ISBN 3-932173-35-X.
- Пивоваров Д. В. Граница // Современный философский словарь / Под общ. ред. д. ф. н. профессора В. Е. Кемерова. — 2-е изд., испр. и доп.. — Лондон, Франкфурт-на-Майне, Париж, Люксембург, Москва, Минск: Панпринт, 1998. — 1064 с. — 5000 экз. — ISBN 3-932173-35-X.
- Пивоваров Д. В. Диада // Современный философский словарь / Под общ. ред. д. ф. н. профессора В. Е. Кемерова. — 2-е изд., испр. и доп.. — Лондон, Франкфурт-на-Майне, Париж, Люксембург, Москва, Минск: Панпринт, 1998. — 1064 с. — 5000 экз. — ISBN 3-932173-35-X.
- Пивоваров Д. В. Диалектико-логический алгоритм // Современный философский словарь / Под общ. ред. д. ф. н. профессора В. Е. Кемерова. — 2-е изд., испр. и доп.. — Лондон, Франкфурт-на-Майне, Париж, Люксембург, Москва, Минск: Панпринт, 1998. — 1064 с. — 5000 экз. — ISBN 3-932173-35-X.
- Пивоваров Д. В. Доктрина // Современный философский словарь / Под общ. ред. д. ф. н. профессора В. Е. Кемерова. — 2-е изд., испр. и доп.. — Лондон, Франкфурт-на-Майне, Париж, Люксембург, Москва, Минск: Панпринт, 1998. — 1064 с. — 5000 экз. — ISBN 3-932173-35-X.
- Пивоваров Д. В. Дух и душа // Современный философский словарь / Под общ. ред. д. ф. н. профессора В. Е. Кемерова. — 2-е изд., испр. и доп.. — Лондон, Франкфурт-на-Майне, Париж, Люксембург, Москва, Минск: Панпринт, 1998. — 1064 с. — 5000 экз. — ISBN 3-932173-35-X.
- Пивоваров Д. В. Духовное тело и тело плоти // Современный философский словарь / Под общ. ред. д. ф. н. профессора В. Е. Кемерова. — 2-е изд., испр. и доп.. — Лондон, Франкфурт-на-Майне, Париж, Люксембург, Москва, Минск: Панпринт, 1998. — 1064 с. — 5000 экз. — ISBN 3-932173-35-X.
- Пивоваров Д. В. Духовность // Современный философский словарь / Под общ. ред. д. ф. н. профессора В. Е. Кемерова. — 2-е изд., испр. и доп.. — Лондон, Франкфурт-на-Майне, Париж, Люксембург, Москва, Минск: Панпринт, 1998. — 1064 с. — 5000 экз. — ISBN 3-932173-35-X.
- Пивоваров Д. В. Единичное и общее // Современный философский словарь / Под общ. ред. д. ф. н. профессора В. Е. Кемерова. — 2-е изд., испр. и доп.. — Лондон, Франкфурт-на-Майне, Париж, Люксембург, Москва, Минск: Панпринт, 1998. — 1064 с. — ISBN 3-932173-35-X.
- Пивоваров Д. В. Единое // Современный философский словарь / Под общ. ред. д. ф. н. профессора В. Е. Кемерова. — 2-е изд., испр. и доп.. — Лондон, Франкфурт-на-Майне, Париж, Люксембург, Москва, Минск: Панпринт, 1998. — 1064 с. — 5000 экз. — ISBN 3-932173-35-X.
- Пивоваров Д. В. Единство // Современный философский словарь / Под общ. ред. д. ф. н. профессора В. Е. Кемерова. — 2-е изд., испр. и доп.. — Лондон, Франкфурт-на-Майне, Париж, Люксембург, Москва, Минск: Панпринт, 1998. — 1064 с. — 5000 экз. — ISBN 3-932173-35-X.
- Пивоваров Д. В. Зороастризм // Современный философский словарь / Под общ. ред. д. ф. н. профессора В. Е. Кемерова. — 2-е изд., испр. и доп.. — Лондон, Франкфурт-на-Майне, Париж, Люксембург, Москва, Минск: Панпринт, 1998. — 1064 с. — 5000 экз. — ISBN 3-932173-35-X.
- Пивоваров Д. В. Идеал // Современный философский словарь / Под общ. ред. д. ф. н. профессора В. Е. Кемерова. — 2-е изд., испр. и доп.. — Лондон, Франкфурт-на-Майне, Париж, Люксембург, Москва, Минск: Панпринт, 1998. — 1064 с. — 5000 экз. — ISBN 3-932173-35-X.
- Пивоваров Д. В. Идеализм // Современный философский словарь / Под общ. ред. д. ф. н. профессора В. Е. Кемерова. — 2-е изд., испр. и доп.. — Лондон, Франкфурт-на-Майне, Париж, Люксембург, Москва, Минск: Панпринт, 1998. — 1064 с. — 5000 экз. — ISBN 3-932173-35-X.
- Пивоваров Д. В. Идеальное // Современный философский словарь / Под общ. ред. д. ф. н. профессора В. Е. Кемерова. — 2-е изд., испр. и доп.. — Лондон, Франкфурт-на-Майне, Париж, Люксембург, Москва, Минск: Панпринт, 1998. — 1064 с. — 5000 экз. — ISBN 3-932173-35-X.
- Пивоваров Д. В. Имманентное и трансцендентное // Современный философский словарь / Под общ. ред. д. ф. н. профессора В. Е. Кемерова. — 2-е изд., испр. и доп.. — Лондон, Франкфурт-на-Майне, Париж, Люксембург, Москва, Минск: Панпринт, 1998. — 1064 с. — 5000 экз. — ISBN 3-932173-35-X.
- Пивоваров Д. В. Интериоризация и экстериоризция // Современный философский словарь / Под общ. ред. д. ф. н. профессора В. Е. Кемерова. — 2-е изд., испр. и доп.. — Лондон, Франкфурт-на-Майне, Париж, Люксембург, Москва, Минск: Панпринт, 1998. — 1064 с. — 5000 экз. — ISBN 3-932173-35-X.
- Пивоваров Д. В. Иррациональное // Современный философский словарь / Под общ. ред. д. ф. н. профессора В. Е. Кемерова. — 2-е изд., испр. и доп.. — Лондон, Франкфурт-на-Майне, Париж, Люксембург, Москва, Минск: Панпринт, 1998. — 1064 с. — 5000 экз. — ISBN 3-932173-35-X.
- Пивоваров Д. В. Историко-психологическое доказательство бытия Бога // Современный философский словарь / Под общ. ред. д. ф. н. профессора В. Е. Кемерова. — 2-е изд., испр. и доп.. — Лондон, Франкфурт-на-Майне, Париж, Люксембург, Москва, Минск: Панпринт, 1998. — 1064 с. — 5000 экз. — ISBN 3-932173-35-X.
- Пивоваров Д. В. Иудаизм // Современный философский словарь / Под общ. ред. д. ф. н. профессора В. Е. Кемерова. — 2-е изд., испр. и доп.. — Лондон, Франкфурт-на-Майне, Париж, Люксембург, Москва, Минск: Панпринт, 1998. — 1064 с. — 5000 экз. — ISBN 3-932173-35-X.
- Пивоваров Д. В. Кажимость // Современный философский словарь / Под общ. ред. д. ф. н. профессора В. Е. Кемерова. — 2-е изд., испр. и доп.. — Лондон, Франкфурт-на-Майне, Париж, Люксембург, Москва, Минск: Панпринт, 1998. — 1064 с. — ISBN 3-932173-35-X.
- Пивоваров Д. В. Катафатическая теология // Современный философский словарь / Под общ. ред. д. ф. н. профессора В. Е. Кемерова. — 2-е изд., испр. и доп.. — Лондон, Франкфурт-на-Майне, Париж, Люксембург, Москва, Минск: Панпринт, 1998. — 1064 с. — 5000 экз. — ISBN 3-932173-35-X.
- Пивоваров Д. В. Католицизм // Современный философский словарь / Под общ. ред. д. ф. н. профессора В. Е. Кемерова. — 2-е изд., испр. и доп.. — Лондон, Франкфурт-на-Майне, Париж, Люксембург, Москва, Минск: Панпринт, 1998. — 1064 с. — 5000 экз. — ISBN 3-932173-35-X.
- Пивоваров Д. В. Конечное и бесконечное // Современный философский словарь / Под общ. ред. д. ф. н. профессора В. Е. Кемерова. — 2-е изд., испр. и доп.. — Лондон, Франкфурт-на-Майне, Париж, Люксембург, Москва, Минск: Панпринт, 1998. — 1064 с. — 5000 экз. — ISBN 3-932173-35-X.
- Пивоваров Д. В. Космологическое доказательство бытия Бога // Современный философский словарь / Под общ. ред. д. ф. н. профессора В. Е. Кемерова. — 2-е изд., испр. и доп.. — Лондон, Франкфурт-на-Майне, Париж, Люксембург, Москва, Минск: Панпринт, 1998. — 1064 с. — 5000 экз. — ISBN 3-932173-35-X.
- Пивоваров Д. В. Креационизм научный // Современный философский словарь / Под общ. ред. д. ф. н. профессора В. Е. Кемерова. — 2-е изд., испр. и доп.. — Лондон, Франкфурт-на-Майне, Париж, Люксембург, Москва, Минск: Панпринт, 1998. — 1064 с. — 5000 экз. — ISBN 3-932173-35-X.
- Пивоваров Д. В. Манихейство // Современный философский словарь / Под общ. ред. д. ф. н. профессора В. Е. Кемерова издание=2-е изд., испр. и доп.. — Лондон, Франкфурт-на-Майне, Париж, Люксембург, Москва, Минск: Панпринт, 1998. — 1064 с. — 5000 экз. — ISBN 3-932173-35-X.
- Пивоваров Д. В. Материализм // Современный философский словарь / Под общ. ред. д. ф. н. профессора В. Е. Кемерова. — 2-е изд., испр. и доп.. — Лондон, Франкфурт-на-Майне, Париж, Люксембург, Москва, Минск: Панпринт, 1998. — 1064 с. — 5000 экз. — ISBN 3-932173-35-X.
- Пивоваров Д. В. Материя // Современный философский словарь / Под общ. ред. д. ф. н. профессора В. Е. Кемерова. — 2-е изд., испр. и доп.. — Лондон, Франкфурт-на-Майне, Париж, Люксембург, Москва, Минск: Панпринт, 1998. — 1064 с. — 5000 экз. — ISBN 3-932173-35-X.
- Пивоваров Д. В. Метод альтернатив // Современный философский словарь / Под общ. ред. д. ф. н. профессора В. Е. Кемерова. — 2-е изд., испр. и доп.. — Лондон, Франкфурт-на-Майне, Париж, Люксембург, Москва, Минск: Панпринт, 1998. — 1064 с. — 5000 экз. — ISBN 3-932173-35-X.
- Пивоваров Д. В. Мистицизм, мистика // Современный философский словарь / Под общ. ред. д. ф. н. профессора В. Е. Кемерова. — 2-е изд., испр. и доп.. — Лондон, Франкфурт-на-Майне, Париж, Люксембург, Москва, Минск: Панпринт, 1998. — 1064 с. — 5000 экз. — ISBN 3-932173-35-X.
- Пивоваров Д. В. Модус // Современный философский словарь / Под общ. ред. д. ф. н. профессора В. Е. Кемерова. — 2-е изд., испр. и доп.. — Лондон, Франкфурт-на-Майне, Париж, Люксембург, Москва, Минск: Панпринт, 1998. — 1064 с. — ISBN 3-932173-35-X.
- Пивоваров Д. В. Монада // Современный философский словарь / Под общ. ред. д. ф. н. профессора В. Е. Кемерова. — 2-е изд., испр. и доп.. — Лондон, Франкфурт-на-Майне, Париж, Люксембург, Москва, Минск: Панпринт, 1998. — 1064 с. — 5000 экз. — ISBN 3-932173-35-X.
- Пивоваров Д. В. Моральное доказательство бытия Бога // Современный философский словарь / Под общ. ред. д. ф. н. профессора В. Е. Кемерова. — 2-е изд., испр. и доп.. — Лондон, Франкфурт-на-Майне, Париж, Люксембург, Москва, Минск: Панпринт, 1998. — 1064 с. — 5000 экз. — ISBN 3-932173-35-X.
- Пивоваров Д. В. Наглядность // Современный философский словарь / Под общ. ред. д. ф. н. профессора В. Е. Кемерова. — 2-е изд., испр. и доп.. — Лондон, Франкфурт-на-Майне, Париж, Люксембург, Москва, Минск: Панпринт, 1998. — 1064 с. — 5000 экз. — ISBN 3-932173-35-X.
- Пивоваров Д. В. Необходимость и случайность // Современный философский словарь / Под общ. ред. д. ф. н. профессора В. Е. Кемерова. — 2-е изд., испр. и доп.. — Лондон, Франкфурт-на-Майне, Париж, Люксембург, Москва, Минск: Панпринт, 1998. — 1064 с. — 5000 экз. — ISBN 3-932173-35-X.
- Пивоваров Д. В. Объект-язык и субъект-язык // Современный философский словарь / Под общ. ред. д. ф. н. профессора В. Е. Кемерова. — 2-е изд., испр. и доп.. — Лондон, Франкфурт-на-Майне, Париж, Люксембург, Москва, Минск: Панпринт, 1998. — 1064 с. — 5000 экз. — ISBN 3-932173-35-X.
- Пивоваров Д. В. Онтологическое доказательство бытия Бога // Современный философский словарь / Под общ. ред. д. ф. н. профессора В. Е. Кемерова. — 2-е изд., испр. и доп.. — Лондон, Франкфурт-на-Майне, Париж, Люксембург, Москва, Минск: Панпринт, 1998. — 1064 с. — 5000 экз. — ISBN 3-932173-35-X.
- Пивоваров Д. В. Операционализм // Современный философский словарь / Под общ. ред. д. ф. н. профессора В. Е. Кемерова. — 2-е изд., испр. и доп.. — Лондон, Франкфурт-на-Майне, Париж, Люксембург, Москва, Минск: Панпринт, 1998. — 1064 с. — 5000 экз. — ISBN 3-932173-35-X.
- Пивоваров Д. В. Основание и обоснованное // Современный философский словарь / Под общ. ред. д. ф. н. профессора В. Е. Кемерова. — 2-е изд., испр. и доп.. — Лондон, Франкфурт-на-Майне, Париж, Люксембург, Москва, Минск: Панпринт, 1998. — 1064 с. — 5000 экз. — ISBN 3-932173-35-X.
- Пивоваров Д. В. Основной вопрос философии // Современный философский словарь / Под общ. ред. д. ф. н. профессора В. Е. Кемерова. — 2-е изд., испр. и доп.. — Лондон, Франкфурт-на-Майне, Париж, Люксембург, Москва, Минск: Панпринт, 1998. — С. 624. — 1064 с. — 5000 экз. — ISBN 3-932173-35-X.
- Пивоваров Д. В. Отношение // Современный философский словарь / Под общ. ред. д. ф. н. профессора В. Е. Кемерова. — 2-е изд., испр. и доп.. — Лондон, Франкфурт-на-Майне, Париж, Люксембург, Москва, Минск: Панпринт, 1998. — 1064 с. — 5000 экз. — ISBN 3-932173-35-X.
- Пивоваров Д. В. Отражение // Современный философский словарь / Под общ. ред. д. ф. н. профессора В. Е. Кемерова. — 2-е изд., испр. и доп.. — Лондон, Франкфурт-на-Майне, Париж, Люксембург, Москва, Минск: Панпринт, 1998. — 1064 с. — 5000 экз. — ISBN 3-932173-35-X.
- Пивоваров Д. В. Отрицание (диалектическое) // Современный философский словарь / Под общ. ред. д. ф. н. профессора В. Е. Кемерова. — 2-е изд., испр. и доп.. — Лондон, Франкфурт-на-Майне, Париж, Люксембург, Москва, Минск: Панпринт, 1998. — 1064 с. — 5000 экз. — ISBN 3-932173-35-X.
- Пивоваров Д. В. Предопределение // Современный философский словарь / Под общ. ред. д. ф. н. профессора В. Е. Кемерова. — 2-е изд., испр. и доп.. — Лондон, Франкфурт-на-Майне, Париж, Люксембург, Москва, Минск: Панпринт, 1998. — 1064 с. — 5000 экз. — ISBN 3-932173-35-X.
- Пивоваров Д. В. Прерывное и непрерывное // Современный философский словарь / Под общ. ред. д. ф. н. профессора В. Е. Кемерова. — 2-е изд., испр. и доп.. — Лондон, Франкфурт-на-Майне, Париж, Люксембург, Москва, Минск: Панпринт, 1998. — 1064 с. — 5000 экз. — ISBN 3-932173-35-X.
- Пивоваров Д. В. Причина и следствие // Современный философский словарь / Под общ. ред. д. ф. н. профессора В. Е. Кемерова. — 2-е изд., испр. и доп.. — Лондон, Франкфурт-на-Майне, Париж, Люксембург, Москва, Минск: Панпринт, 1998. — 1064 с. — 5000 экз. — ISBN 3-932173-35-X.
- Пивоваров Д. В. Противоречие (диалектическое) // Современный философский словарь / Под общ. ред. д. ф. н. профессора В. Е. Кемерова. — 2-е изд., испр. и доп.. — Лондон, Франкфурт-на-Майне, Париж, Люксембург, Москва, Минск: Панпринт, 1998. — 1064 с. — 5000 экз. — ISBN 3-932173-35-X.
- Пивоваров Д. В. Рациональность // Современный философский словарь / Под общ. ред. д. ф. н. профессора В. Е. Кемерова. — 2-е изд., испр. и доп.. — Лондон, Франкфурт-на-Майне, Париж, Люксембург, Москва, Минск: Панпринт, 1998. — 1064 с. — 5000 экз. — ISBN 3-932173-35-X.
- Пивоваров Д. В. Реальность // Современный философский словарь / Под общ. ред. д. ф. н. профессора В. Е. Кемерова. — 2-е изд., испр. и доп.. — Лондон, Франкфурт-на-Майне, Париж, Люксембург, Москва, Минск: Панпринт, 1998. — 1064 с. — 5000 экз. — ISBN 3-932173-35-X.
- Пивоваров Д. В. Реинкарнация // Современный философский словарь / Под общ. ред. д. ф. н. профессора В. Е. Кемерова. — 2-е изд., испр. и доп.. — Лондон, Франкфурт-на-Майне, Париж, Люксембург, Москва, Минск: Панпринт, 1998. — 1064 с. — 5000 экз. — ISBN 3-932173-35-X.
- Пивоваров Д. В. Религия // Современный философский словарь / Под общ. ред. д. ф. н. профессора В. Е. Кемерова. — 2-е изд., испр. и доп.. — Лондон, Франкфурт-на-Майне, Париж, Люксембург, Москва, Минск: Панпринт, 1998. — С. 738–744. — 1064 с. — 5000 экз. — ISBN 3-932173-35-X.
- Пивоваров Д. В. Сакральное // Современный философский словарь / Под общ. ред. д. ф. н. профессора В. Е. Кемерова. — 2-е изд., испр. и доп.. — Лондон, Франкфурт-на-Майне, Париж, Люксембург, Москва, Минск: Панпринт, 1998. — 1064 с. — 5000 экз. — ISBN 3-932173-35-X.
- Пивоваров Д. В. Свойство // Современный философский словарь / Под общ. ред. д. ф. н. профессора В. Е. Кемерова. — 2-е изд., испр. и доп.. — Лондон, Франкфурт-на-Майне, Париж, Люксембург, Москва, Минск: Панпринт, 1998. — 1064 с. — 5000 экз. — ISBN 3-932173-35-X.
- Пивоваров Д. В. Связь // Современный философский словарь / Под общ. ред. д. ф. н. профессора В. Е. Кемерова. — 2-е изд., испр. и доп.. — Лондон, Франкфурт-на-Майне, Париж, Люксембург, Москва, Минск: Панпринт, 1998. — 1064 с. — 5000 экз. — ISBN 3-932173-35-X.
- Пивоваров Д. В. Секуляризация // Современный философский словарь / Под общ. ред. д. ф. н. профессора В. Е. Кемерова. — 2-е изд., испр. и доп.. — Лондон, Франкфурт-на-Майне, Париж, Люксембург, Москва, Минск: Панпринт, 1998. — 1064 с. — 5000 экз. — ISBN 3-932173-35-X.
- Пивоваров Д. В. Смысл жизни человека // Современный философский словарь / Под общ. ред. д. ф. н. профессора В. Е. Кемерова. — 2-е изд., испр. и доп.. — Лондон, Франкфурт-на-Майне, Париж, Люксембург, Москва, Минск: Панпринт, 1998. — 1064 с. — 5000 экз. — ISBN 3-932173-35-X.
- Пивоваров Д. В. Субстанция // Современный философский словарь / Под общ. ред. д. ф. н. профессора В. Е. Кемерова. — 2-е изд., испр. и доп.. — Лондон, Франкфурт-на-Майне, Париж, Люксембург, Москва, Минск: Панпринт, 1998. — 1064 с. — 5000 экз. — ISBN 3-932173-35-X.
- Пивоваров Д. В. Субстрат // Современный философский словарь / Под общ. ред. д. ф. н. профессора В. Е. Кемерова. — 2-е изд., испр. и доп.. — Лондон, Франкфурт-на-Майне, Париж, Люксембург, Москва, Минск: Панпринт, 1998. — 1064 с. — 5000 экз. — ISBN 3-932173-35-X.
- Пивоваров Д. В. Схоластика // Современный философский словарь / Под общ. ред. д. ф. н. профессора В. Е. Кемерова. — 2-е изд., испр. и доп.. — Лондон, Франкфурт-на-Майне, Париж, Люксембург, Москва, Минск: Панпринт, 1998. — 1064 с. — 5000 экз. — ISBN 3-932173-35-X.
- Пивоваров Д. В. Сциентизм и асциентизм, сциент и асциент // Современный философский словарь / Под общ. ред. д. ф. н. профессора В. Е. Кемерова. — 2-е изд., испр. и доп.. — Лондон, Франкфурт-на-Майне, Париж, Люксембург, Москва, Минск: Панпринт, 1998. — 1064 с. — 5000 экз. — ISBN 3-932173-35-X.
- Пивоваров Д. В. Телеологическое доказательство бытия Бога // Современный философский словарь / Под общ. ред. д. ф. н. профессора В. Е. Кемерова. — 2-е изд., испр. и доп.. — Лондон, Франкфурт-на-Майне, Париж, Люксембург, Москва, Минск: Панпринт, 1998. — 1064 с. — 5000 экз. — ISBN 3-932173-35-X.
- Пивоваров Д. В. Теология // Современный философский словарь / Под общ. ред. д. ф. н. профессора В. Е. Кемерова. — 2-е изд., испр. и доп.. — Лондон, Франкфурт-на-Майне, Париж, Люксембург, Москва, Минск: Панпринт, 1998. — 1064 с. — 5000 экз. — ISBN 3-932173-35-X.
- Пивоваров Д. В. Тождество и различие // Современный философский словарь / Под общ. ред. д. ф. н. профессора В. Е. Кемерова. — 2-е изд., испр. и доп.. — Лондон, Франкфурт-на-Майне, Париж, Люксембург, Москва, Минск: Панпринт, 1998. — 1064 с. — 5000 экз. — ISBN 3-932173-35-X.
- Пивоваров Д. В. Триада // Современный философский словарь / Под общ. ред. д. ф. н. профессора В. Е. Кемерова. — 2-е изд., испр. и доп.. — Лондон, Франкфурт-на-Майне, Париж, Люксембург, Москва, Минск: Панпринт, 1998. — 1064 с. — 5000 экз. — ISBN 3-932173-35-X.
- Пивоваров Д. В. Фальсификация // Современный философский словарь / Под общ. ред. д. ф. н. профессора В. Е. Кемерова. — 2-е изд., испр. и доп.. — Лондон, Франкфурт-на-Майне, Париж, Люксембург, Москва, Минск: Панпринт, 1998. — 1064 с. — 5000 экз. — ISBN 3-932173-35-X.
- Пивоваров Д. В. Фундаментализм // Современный философский словарь / Под общ. ред. д. ф. н. профессора В. Е. Кемерова. — 2-е изд., испр. и доп.. — Лондон, Франкфурт-на-Майне, Париж, Люксембург, Москва, Минск: Панпринт, 1998. — 1064 с. — 5000 экз. — ISBN 3-932173-35-X.
- Пивоваров Д. В. Хаос // Современный философский словарь / Под общ. ред. д. ф. н. профессора В. Е. Кемерова. — 2-е изд., испр. и доп.. — Лондон, Франкфурт-на-Майне, Париж, Люксембург, Москва, Минск: Панпринт, 1998. — 1064 с. — 5000 экз. — ISBN 3-932173-35-X.
- Пивоваров Д. В. Харизма // Современный философский словарь / Под общ. ред. д. ф. н. профессора В. Е. Кемерова. — 2-е изд., испр. и доп.. — Лондон, Франкфурт-на-Майне, Париж, Люксембург, Москва, Минск: Панпринт, 1998. — 1064 с. — 5000 экз. — ISBN 3-932173-35-X.
- Пивоваров Д. В. Часть и целое // Современный философский словарь / Под общ. ред. д. ф. н. профессора В. Е. Кемерова. — 2-е изд., испр. и доп.. — Лондон, Франкфурт-на-Майне, Париж, Люксембург, Москва, Минск: Панпринт, 1998. — 1064 с. — 5000 экз. — ISBN 3-932173-35-X.
- Пивоваров Д. В. Шариат // Современный философский словарь / Под общ. ред. д. ф. н. профессора В. Е. Кемерова. — 2-е изд., испр. и доп.. — Лондон, Франкфурт-на-Майне, Париж, Люксембург, Москва, Минск: Панпринт, 1998. — 1064 с. — 5000 экз. — ISBN 3-932173-35-X.
- Пивоваров Д. В. Эзотеризм // Современный философский словарь / Под общ. ред. д. ф. н. профессора В. Е. Кемерова. — 2-е изд., испр. и доп.. — Лондон, Франкфурт-на-Майне, Париж, Люксембург, Москва, Минск: Панпринт, 1998. — 1064 с. — 5000 экз. — ISBN 3-932173-35-X.
- Пивоваров Д. В. Эйдос // Современный философский словарь / Под общ. ред. д. ф. н. профессора В. Е. Кемерова. — 2-е изд., испр. и доп.. — Лондон, Франкфурт-на-Майне, Париж, Люксембург, Москва, Минск: Панпринт, 1998. — 1064 с. — 5000 экз. — ISBN 3-932173-35-X.
- Пивоваров Д. В. Экуменическое движение // Современный философский словарь / Под общ. ред. д. ф. н. профессора В. Е. Кемерова. — 2-е изд., испр. и доп.. — Лондон, Франкфурт-на-Майне, Париж, Люксембург, Москва, Минск: Панпринт, 1998. — 1064 с. — 5000 экз. — ISBN 3-932173-35-X.
- Пивоваров Д. В. Эмерджент // Современный философский словарь / Под общ. ред. д. ф. н. профессора В. Е. Кемерова. — 2-е изд., испр. и доп.. — Лондон, Франкфурт-на-Майне, Париж, Люксембург, Москва, Минск: Панпринт, 1998. — 1064 с. — 5000 экз. — ISBN 3-932173-35-X.
- Пивоваров Д. В. Эсхатология // Современный философский словарь / Под общ. ред. д. ф. н. профессора В. Е. Кемерова. — 2-е изд., испр. и доп.. — Лондон, Франкфурт-на-Майне, Париж, Люксембург, Москва, Минск: Панпринт, 1998. — 1064 с. — 5000 экз. — ISBN 3-932173-35-X.
- Пивоваров Д. В. Эффективность // Современный философский словарь / Под общ. ред. д. ф. н. профессора В. Е. Кемерова. — 2-е изд., испр. и доп.. — Лондон, Франкфурт-на-Майне, Париж, Люксембург, Москва, Минск: Панпринт, 1998. — 1064 с. — 5000 экз. — ISBN 3-932173-35-X.

- Пивоваров Д. В. Вера // Социальная философия. Словарь / Сост. ред. В. Е. Кемеров, Т. Х. Керимов. — М.: Академический проект, 2003. — 560 с. — 5000 экз. — ISBN 3-932173-35-X.
- Пивоваров Д. В. Виртуальное // Социальная философия. Словарь / Сост. ред. В. Е. Кемеров, Т. Х. Керимов. — М.: Академический проект, 2003. — 560 с. — 5000 экз. — ISBN 3-932173-35-X.
- Пивоваров Д. В. Идеал // Социальная философия. Словарь / Сост. ред. В. Е. Кемеров, Т. Х. Керимов. — М.: Академический проект, 2003. — 560 с. — 5000 экз. — ISBN 3-932173-35-X.
- Пивоваров Д. В. Идеальное // Социальная философия. Словарь / Сост. ред. В. Е. Кемеров, Т. Х. Керимов. — М.: Академический проект, 2003. — 560 с. — 5000 экз. — ISBN 3-932173-35-X.
- Пивоваров Д. В. Реальность // Социальная философия. Словарь / Сост. ред. В. Е. Кемеров, Т. Х. Керимов. — М.: Академический проект, 2003. — 560 с. — 5000 экз. — ISBN 3-932173-35-X.
- Пивоваров Д. В. Религия // Социальная философия. Словарь / Сост. ред. В. Е. Кемеров, Т. Х. Керимов. — М.: Академический проект, 2003. — 560 с. — 5000 экз. — ISBN 3-932173-35-X.
- Пивоваров Д. В. Секуляризация // Социальная философия. Словарь / Сост. ред. В. Е. Кемеров, Т. Х. Керимов. — М.: Академический проект, 2003. — 560 с. — 5000 экз. — ISBN 3-932173-35-X.
- Пивоваров Д. В. Хаос // Социальная философия. Словарь / Сост. ред. В. Е. Кемеров, Т. Х. Керимов. — М.: Академический проект, 2003. — 560 с. — 5000 экз. — ISBN 3-932173-35-X.
- Пивоваров Д. В. Харизма // Социальная философия. Словарь / Сост. ред. В. Е. Кемеров, Т. Х. Керимов. — М.: Академический проект, 2003. — 560 с. — 5000 экз. — ISBN 3-932173-35-X.
- Пивоваров Д. В. Церковь // Социальная философия. Словарь / Сост. ред. В. Е. Кемеров, Т. Х. Керимов. — М.: Академический проект, 2003. — 560 с. — 5000 экз. — ISBN 3-932173-35-X.

- Пивоваров Д. В. Коган Лев Наумович // Уральская историческая энциклопедия / Под ред. В. В. Алексеева. — Екатеринбург: Изд-во «Екатеринбург», 1998. — С. 260. — 1000 экз.
- Пивоваров Д. В. Руткевич Михаил Николаевич // Уральская историческая энциклопедия / Под ред. В. В. Алексеева. — Екатеринбург: Изд-во «Екатеринбург», 1998. — С. 450. — 1000 экз.

### Статьи
- Пивоваров Д. В. Истинность и правильность // Взаимосвязь категорий. — Свердловск: УрГУ, 1970. — С. 132—140.
- Пивоваров Д. В. О всеобщности критерия практики // Ленин и теория отражения. — Свердловск: УрГУ, 1970. — С. 65—70.
- Пивоваров Д. В. Активность и правильность мышления // Проблемы философии и социологии. — Свердловск: УрГУ, 1970. — С. 64—68.
- Пивоваров Д. В. Противоречие чувственного и рационального в научной теории // Методологические основы теории научного знания. Ч. 2. — Свердловск: УНЦ АН СССР, 1973. — С. 38—41.
- Пивоваров Д. В. Структура объекта и структура теории // Категория структуры в системе философских категорий. — Свердловск: УрГУ, 1974. — С. 70—80.
- Пивоваров Д. В. Проверка истинности научной теории как творческий процесс // Отражение и научное творчество. — Свердловск: УрГУ, 1974. — С. 104—111.
- Пивоваров Д. В. Практика и формирование познавательного образа // Практика как гносеологическая категория. — Свердловск: УрГУ, 1974. — С. 93—100.
- Пивоваров Д. В. Природа логического следования // Категория причинности в диалектической концепции связи. — Свердловск: УрГУ, 1974. — С. 80—86.
- Пивоваров Д. В., Николко В. Н. Операциональный аспект человеческого отражения // Ленинская концепция отражения и проблемы психологии. — Свердловск: УрГУ, 1974. — С. 64—75.
- Пивоваров Д. В. Предметность и операциональность научного знания // Объективное содержание научного знания. — Свердловск: УрГУ, 1975. — С. 25—32.
- Пивоваров Д. В. O путях формирования антиномий-противоречий в научном познании // Структурный анализ диалектического противоречия. — Свердловск: УрГУ, 1975. — С. 99—106.
- Пивоваров Д. В., Андрусенко В. А. Экстраполяция как метод предвидения // Отражение как предвидение. — Свердловск: УрГУ, 1976. — С. 77—83.
- Пивоваров Д. В. Операционный аспект категории развития // Диалектика прогрессивного развития. — Свердловск: УрГУ, 1976. — С. 19—23.
- Пивоваров Д. В. О соотношении предметного и операционального компонентов научного знания // Вопросы философии. — 1977. — № 5. — С. 89—99.
- Пивоваров Д. В., Андрусенко В. А. Экстраполяция в научном поиске // Логика научного поиска. Ч. 1. — Свердловск: УНЦ АН СССР, 1977. — С. 88—91.
- Пивоваров Д. В. Стиль мышления и научно-технический прогресс // Диалектика, логика и методология. — Свердловск: УрГУ, 1977. — С. 19—26.
- Пивоваров Д. В. Операциональный аспект взаимосвязи категорий диалектики // Взаимосвязь элементов диалектики. — Свердловск: УрГУ, 1977. — С. 97—99.
- Пивоваров Д. В. Ценность и внутридеятельностное противоречие // Ценностные аспекты отражения. — Свердловск: УрГУ, 1977. — С. 43—47.
- Пивоваров Д. В., Губай Н. В., Капитон В. П. Методологический анализ особенностей проявления пространственно-временных связей в живой природе и обществе // Проблемы философии. — Киев: Вища школа, 1977. — Вып. 42. — С. 71—80.
- Пивоваров Д. В. Наглядные конкретнонаучные модели в структуре картины мира // Методологические аспекты взаимодействия общественных, естественных и технических наук в свете решений XXV съезда КПСС. — Москва-Обнинск, 1978. — С. 264—265.
- Пивоваров Д. В. Практика и генезис неверифицируемых образов в научной теории // Творческий характер практики. — Свердловск: УрГУ, 1978. — С. 117—121.
- Пивоваров Д. В. Метод альтернатив в современной «философии науки» и его границы // Философские науки. — 1979. — № 6. — С. 106—113.
- Пивоваров Д. В. Споры о путях изложения диалектики // Вопросы философии. — 1979. — № 6.
- Пивоваров Д. В. Метод альтернатив как выражение конкуренции научных теорий // Комплексный подход к научному поиску. Проблемы и перспективы. Ч. 1. — Свердловск: УНЦ АН СССР, 1979. — С. 63—67.
- Пивоваров Д. В. Тождество вещи и свойства как гносеологическая проблема // Тождество и различие. — Свердловск: УрГУ, 1979. — С. 90—97.
- Пивоваров Д. В. О границах аксиоматизации правового знания // Проблемы и перспективы использования логико-кибернетической техники. — Свердловск: Обл. совет НТО, 1980. — С. 61—62.
- Пивоваров Д. В. Операциональный аспект определения истины // Ленинская концепция истины и современная идеологическая борьба. — Свердловск: УрГУ, 1980. — С. 7—10.
- Пивоваров Д. В., Емельянов Б. В. Философские науки // Уральский государственный университет. Очерк истории УрГУ. — Свердловск: Средне-Урал. книж. изд-во, 1980. — С. 121—125.
- Пивоваров Д. В. Операциональный аспект структуры языка и высказываний // Отражение и язык. — Свердловск: УрГУ, 1980. — С. 36—43.
- Пивоваров Д. В. О сущности предмета философии // Предмет философии: принципы, подходы, аспекты. — Челябинск, 1981. — С. 105—107.
- Пивоваров Д. В. Неверифицируемый компонент научного знания как продукт человеческой творческой деятельности // III семинар по проблемам методологии и теории творчества. — Симферополь: Симфероп. ун-т, 1981. — С. 96—99.
- Пивоваров Д. В., Андрусенко В. А. О ценностном аспекте научной экстраполяции // II республиканская конференция молодых учёных. — Ижевск, 1981. — С. 7.
- Пивоваров Д. В., Капитон В. П. Математика как язык науки и чувственный опыт // Семиотические аспекты научного познания. — Свердловск: УрГУ, 1981. — С. 135—140.
- Пивоваров Д. В. Операциональный аспект структуры языка // Проблемы логики и методологии науки. — Новосибирск: Изд-во «Наука», 1981. — С. 246—256.
- Пивоваров Д. В. К характеристике предмета философии // Социальные функции философии. — Свердловск: УрГУ, 1981. — С. 149—159.
- Пивоваров Д. В. О соотношении чувственного и рационального в познавательном процессе // Чувственное и рациональное / Под ред. Д. В. Пивоварова. — Свердловск: УрГУ, 1982. — С. 3—13. — 700 экз.
- Пивоваров Д. В., Андрусенко В. А. Чувственное и рациональное в наглядном образе // Чувственное и рациональное / Под ред. Д. В. Пивоварова. — Свердловск: УрГУ, 1982. — С. 62—70. — 700 экз.
- Пивоваров Д. В., Семашко Л. М. Опыт условно-логического моделирования диалектико-логических операций // Средства наглядности и активизации студентов на занятиях по философии. — Свердловск: УрГУ, 1982. — С. 25—27.
- Пивоваров Д. В., Удалов Р. Б. Опыт условно-логического моделирования диалектико-логических операций // Средства наглядности и активизации студентов на занятиях по философии. — Свердловск: УрГУ, 1982. — С. 51—53.
- Пивоваров Д. В., Губай Н. В., Капитон В. П. Наглядные модели в структуре научной картины мира // Проблемы философии. — Киев: Вища школа, 1982. — Вып. 57. — С. 71—77.
- Пивоваров Д. В. Оnptipode антиномий-противоречий как источнике саморазвития научного знания // Философские основания науки. — Вильнюс: Ин-т философии АН Литовской ССР, 1982. — С. 83—88.
- Пивоваров Д. В. О проблеме смысла жизни и прогрессе человека // Человек и социальный прогресс. — Ижевск: Изд-во «Удмуртия», 1982. — С. 42—44.
- Пивоваров Д. В. О двух типах взаимосвязи общего и отдельного // Проблемы всеобщего в марксистской философии. — Челябинск, 1982. — С. 89—92.
- Пивоваров Д. В. Истина как гносеологическая категория  / Под ред. И. Я. Лойфмана, Д. В. Пивоварова, И. И. Субботина. — Свердловск: УрГУ, 1983. — С. 23—26.
- Пивоваров Д. В. Методологический аспект научной дефиниции // Диалектика научного поиска. — Свердловск: УрГУ, 1984. — С. 62—72. — 700 экз.
- Пивоваров Д. В. Об одном механизме возникновения антиномий-противоречий в научном познании // Философские науки. — 1984. — № 2. — С. 146—150.
- Пивоваров Д. В., Андрусенко В. А. Вытеснение религиозного мировоззрения как важный элемент социальной политики в условиях развитого социализма // V Уральские социологические чтения: проблемы молодежи. Вып. 11. — Уфа, 1984. — С. 154—156. — 400 экз.
- Пивоваров Д. В. Проблема прогрессивного развития объективного закона природы // Понятие развития и актуальные проблемы теории социального прогресса. — Пермь: Перм. ун-т, 1985. — С. 87—89. — 300 экз.
- Пивоваров Д. В., Андрусенко В. А. Наглядный образ как элемент научной картины мира // Формирование и функционирование научной картины мира. — Уфа, 1985. — С. 37—38. — 250 экз.
- Пивоваров Д. В., Жуковский В. И. О познавательных особенностях визуального мышления // Философские науки. — 1986. — С. 136—139.
- Пивоваров Д. В. От редколлегии // Научный метод и методологическое сознание / Под ред. Д. В. Пивоварова. — Свердловск: УрГУ, 1986. — С. 3—5. — 700 экз.
- Пивоваров Д. В. К проблеме систематизации методов научного познания // Научный метод и методологическое сознание / Под ред. Д. В. Пивоварова. — Свердловск: УрГУ, 1986. — С. 30—42. — 700 экз.
- Пивоваров Д. В. Идеальный образ как информационный процесс // Категория образа в марксистско-ленинской гносеологии: структура и функции. — Свердловск: УрГУ, 1986. — С. 49—58. — 700 экз.
- Пивоваров Д. В., Любутин К. Н. Идеальное — отражение субъектом объекта через репрезентант // Актуальные проблемы идеологического обеспечения научно-технического прогресса. — Свердловск: УрГУ, 1986. — С. 17—20. — 300 экз.
- Пивоваров Д. В., Андрусенко В. А. Противоречие в процессе научной экстраполяции // Средства и факторы развития научного познания. — Свердловск: УрГУ, 1986. — С. 75—83. — 700 экз.
- Пивоваров Д. В. Взаимоотражение противоположностей в структуре единого закономерного мирового процесса // Концепция единого закономерного мирового процесса и современность. — Пермь: Перм. ун-т, 1987. — С. 28—29. — 300 экз.
- Пивоваров Д. В. О перестройке научного атеизма в условиях научно-технического прогресса // Научно-технический прогресс и творчество. — Ижевск, 1987. — С. 120—124. — 250 экз.
- Пивоваров Д. В. Тождество противоположностей как их взаимоотражение в процессе развития (методологический аспект проблемы) // Тождество противоположностей как методологическая проблема. — Свердловск: УрГУ, 1987. — С. 28—37. — 1000 экз.
- Пивоваров Д. В., Отделенный С. С. Рефлексия как механизм самодвижения (гегелевская постановка проблемы) // Самодвижение, самоорганизация, самоуправление. — Пермь: Пермский политех. ин-т, 1987. — С. 21—23. — 300 экз.
- Пивоваров Д. В., Осипова А. М. Человеческий фактор, смысл жизни и социальная справедливость // Марксистско-ленинская концепция человека и научно-технический прогресс. — Свердловск: УрГУ, 1987. — С. 74—76. — 300 экз.
- Пивоваров Д. В. Иррациональный аспект научной картины мира и границы фундаментализации образования // Роль НКМ в фундаментализации образования. — Уфа, 1988. — С. 64—67. — 500 экз.
- Пивоваров Д. В. Концептуальная перестройка теории научного атеизма // Стратегия ускорения и философская наука. — Пермь: Пермск. ун-т, 1988. — С. 71—72. — 300 экз.
- Пивоваров Д. В. Синтетическая концепция идеального // Теория познания, диалектика. Сб. тезисов советских философов к XVIII Всемир. Философ, конгрессу в г. Брайтоне 21—27 авг. 1988. — М.: АН СССР, 1988. — С. 41—48. — 350 экз.
- Пивоваров Д. В. Эффективность управления в системах с обратными связями // НТР и управление социальными процессами. — Ижевск, 1988. — С. 35—38.
- Пивоваров Д. В., Любутин К. Н. Идеальное как взаимоотражение субъекта и объекта // Философские науки. — 1988. — № 10. — С. 22—32.
- Пивоваров Д. В., Осипова А. М. О методологическом значении категорий вещи, свойства и отношения в обществознании // Методология развития общественных наук в условиях перестройки. — Кемерово: Кемеровский ун-т, 1988. — С. 30—32. — 300 экз.
- Пивоваров Д. В. Эстетическое и духовное // НТР и духовная культура. — Свердловск: УрГУ, 1988. — С. 33—34. — 300 экз.
- Пивоваров Д. В. Смысл жизни и духовность человека // Проблема перестройки мировоззренческой подготовки учащейся молодежи в свете требований XXVII съезда КПСС. — Кокчетав: Кокчетав. педаг. ин-т, 1988. — С. 36—39. — 500 экз.
- Пивоваров Д. В., Любутин К. Н. Проблема научности философии и «контрфилософия» // Философские науки. — 1989. — № 6. — С. 62—72.
- Пивоваров Д. В. Труд как субъектная сторона деятельности // Труд и социальный прогресс. — Пермь: Перм. ун-т, 1989. — С. 32—33. — 300 экз.
- Пивоваров Д. В. Введение // Отношение человека к иррациональному. Сб. статей / Под ред. Д. В. Пивоварова. — Свердловск: Изд-во Урал. ун-та, 1989. — С. 4—6. — 320 с. — («Актуальные проблемы философского атеизма». Вып. 1.). — 1100 экз.
- Пивоваров Д. В. Иррациональное, сверхъестественное и предмет философского атеизма // Отношение человека к иррациональному. Сб. статей / Под ред. Д. В. Пивоварова. — Свердловск: Изд-во Урал. ун-та, 1989. — С. 9—38. — 320 с. — («Актуальные проблемы философского атеизма». Вып. 1.). — 1100 экз.
- Пивоваров Д. В. Иррациональное и рациональное в проблеме смысла жизни // Отношение человека к иррациональному. Сб. статей / Под ред. Д. В. Пивоварова. — Свердловск: Изд-во Урал. ун-та, 1989. — С. 145—166. — 320 с. — («Актуальные проблемы философского атеизма». Вып. 1.). — 1100 экз.
- Пивоваров Д. В. Вопросы — ответы: Средний Урал в XII пятилетке. Вып. 9. Атеизм и религия. — Свердловск: Сред.-Урал. книжное изд-во, 1989. — С. 10, 15, 16, 17, 18, 26-33, 53-55, 59-61, 74-76. — 4000 экз.
- Пивоваров Д. В. Алгоритм творчества // Творчество как предмет философского исследования. — Киев, 1989. — С. 4—6. — (II. Логико-гносеологические аспекты творчества). — 450 экз.
- Пивоваров Д. В., Осипова A. M. Является ли отчуждение только социальным качеством? // VI семинар по проблемам методологии и теории творчества. Ч. 2. — Симферополь: Симферопольский ун-т, 1989. — С. 67—69.
- Пивоваров Д. В. Религия как историческая обыденная форма познания иррационально-отчужденного бытия // Религия и атеизм в истории культуры. — Л.: Проблемный совет по философии и социологии религии MB и ССО РСФСР, 1989. — С. 21—24.
- Пивоваров Д. В. Религия бахаев: принципы нового мышления // Уральский университет. — 19.01.1990. — С. 3.
- Пивоваров Д. В., Любутин К. Н. Предисловие // Матвеев В. С. Загадки и резервы психики. — Свердловск: Изд-во Урал. ун-та, 1990. — С. 5—8. — 50 000 экз.
- Пивоваров Д. В., Иоффе В. Г. Философские основания метода полярных проб // Уральская школа дизайна. — М.: ВНИИТЭ, 1989. — С. 88—90. — 1200 экз.
- Пивоваров Д. В., Осипова А. М. Об иррациональном аспекте деятельности // Общефилософские проблемы теории и методологии качества деятельности. Качество деятельности в механизме общественного прогресса. — Омск: Омский ун-т, 1990. — С. 51—53. — 250 экз.
- Пивоваров Д. В. Бахаизм: генезис новой мировой религии и обновление смысла человеческой истории // Обновление общества: проблемы и перспективы. — Уфа: Филос. об-во СССР, 1990. — С. 131—146. — 150 экз.
- Пивоваров Д. В., Емельянов Б. В. Философия // Уральскому университету — 70 лет. Очерк об УрГУ. — Свердловск: Изд-во Урал. ун-та, 1990. — С. 143—158. — 5000 экз.
- Пивоваров Д. В. Религия и новое мышление // Трухин А. Н., Алексеев А. С. Новое политическое мышление: историософский анализ (Введение в политологию). — Иркутск: Филос. об-во СССР, 1991. — С. 134—147. — 1000 экз.
- Пивоваров Д. В. Бахаизм: религиозный синтез и обновление смысла истории // Религия, общество и государство в XX веке. — М.: Ин-т истории СССР АН СССР, 1991. — С. 7—14. — 350 экз.
- Пивоваров Д. В. Религия; взаимосвязь натуроцентрической и социоцентрической форм // Религия, общество и государство в XX веке. — М.: Ин-т истории СССР АН СССР, 1991. — С. 102—111. — 350 экз.
- Пивоваров Д. В., Андрусенко В. А. Надежда как феномен духовности (к постановке проблемы Ф. Достоевским) // Диалектика и культура. — Пермь: Пермский политех. ин-т, 1991. — С. 88—89. — 180 экз.
- Пивоваров Д. В. О понятии духовной жизни и генезисе общественного идеала // Генезис и функционирование общественного сознания. Сб. научных статей. — Уфа: ФО СССР, Башкир. ун-т, 1991. — С. 68—83. — 200 экз.
- Пивоваров Д. В. Связь человека и мира: сущность религии. — Екатеринбургская неделя. — 1991. — С. 11.
- Пивоваров Д. В. Религия: сакрализация ценностей и солидаризация людей // Рациональность иррационального. Философия религии. Вып. 2. — Екатеринбург: Изд-во Урал. ун-та, 1991. — С. 7—23. — 700 экз.
- Пивоваров Д. В. Религия: сущность и обновление // Философские науки. — 1992. — № 2. — С. 62—73.
- Пивоваров Д. В. Сущность творчества // Творчество как онтологическая проблема. — Пермь: Перм. политех, ин-т, 1992. — С. 3—6. — 110 экз.
- Пивоваров Д. В. Духовный аспект системы общего образования // Проблемы большого Екатеринбурга. Ч. 1. — Екатеринбург: Екатеринбургский независимый научный центр, 1992. — С. 173—175.
- Пивоваров Д. В. О духовном аспекте образования (принципы бахаизма) // Проблема гуманизации высшего образования: региональный аспект. Ч. 2. — Екатеринбург: УрГУ, 1992. — С. 69—72. — 300 экз.
- Пивоваров Д. В. Религия и благотворительность // . — Человек: сущностные силы и социальные возможности. — Бишкек: Ин-т философии АН Киргизии, 1993. — С. 35—38. — 100 экз.
- Пивоваров Д. В. Гл. IV. Социология религии // Социология: проблемы духовной жизни. Учеб. пособие. — Челябинск: РАН, Урал, отделение АКАДЕМЭКОЦЕНТР, 1992. — С. 130—149. — 10 000 экз.
- Пивоваров Д. В. Культура: духовность и технократизм // Инженер и культура. — Пермь: Пермский технич. ун-т, 1993. — С. 71—73. — 150 экз.
- Пивоваров Д. В. О духовном аспекте образования // Религия — культура — библиотека. — Челябинск: Ин-т искусства и культуры, 1993. — С. 36—40. — 200 экз.
- Пивоваров Д. В. Три модели культуры // Культура и религия. — Екатеринбург: Уральский кадровый центр, 1993. — С. 5—9. — 300 экз.
- Пивоваров Д. В. 0 тождестве и различии посланников Бога // Культура и религия. — Екатеринбург: Уральский кадровый центр, 1993. — С. 106—109.
- Пивоваров Д. В. Религиозная сущность культуры // Бытие культуры: сакральное и светское Вып. 4. «Философия религии». — Екатеринбург: Изд-во Урал. ун-та, 1994. — С. 4—18. — 1000 экз.
- Пивоваров Д. В., Хэтчер У. С. Взаимодополнение научного и религиозного познания // Бытие культуры: сакральное и светское Вып. 4. «Философия религии». — Екатеринбург: Изд-во Урал. ун-та, 1994. — С. 19—29.
- Пивоваров Д. В., Любутин К. Н. Синтетическая теория идеального // Философия сознания: проблемы и решения. — Иваново: Ивановский ун-т, 1994. — С. 41—62. — 400 экз.
- Пивоваров Д. В. Б. Рассел: гуманизм и марксизм // Культура в диалоге (грани). — Екатеринбург: Изд-во Урал. ун-та, 1994. — С. 5—7. — 1000 экз. (Предисловие к публикации главы Рассела о Марксе)
- Пивоваров Д. В. Дух и душа // Возрождение России: проблема ценностей в диалоге культур. Ч. 1. — Н. Новгород: Нижегородский ун-т, 1995. — С. 42—44. — 500 экз.
- Пивоваров Д. В. Идеал как компонент культуры // Культура как процесс. — Екатеринбург: Уральский кадровый центр, 1995. — С. 10—13. — 100 экз.
- Пивоваров Д. В. Религиозно-философские представления о духе и душе // Формирование целостного мироотношения и духовная культура. — Оренбург: Оренбургский технический ун-т, 1995. — С. 129—173. — 1000 экз.
- Пивоваров Д. В. Русская идея: геометрический аспект // Судьба России: прошлое. — Екатеринбург: УрГУ, 1995. — С. 12—14. — 300 экз.
- Пивоваров Д. В. О методологическом самоопределении религиоведа // Уральская философская школа и её вклад в развитие современной философии. — Екатеринбург: Изд-во «Наука», 1996. — С. 138—141. — 100 экз.
- Пивоваров Д. В. Дух и душа, духовное и душевное // Духовность и культура. — Екатеринбург: УрГУ, 1996. — С. 16—22. — 100 экз.
- Пивоваров Д. В. Религиозное самоопределение человека в контексте культуры // Философия самоопределения. — Оренбург: Оренбургский ун-т, 1996. — С. 41—70. — 500 экз.
- Пивоваров Д. В. О духовном аспекте образования // Формирование духовности. — Оренбург, 1997. — С. 9—14.
- Пивоваров Д. В. Религиозная символика // Формирование духовности. — Оренбург, 1997. — С. 15—33.
- Пивоваров Д. В. Идеал в культуре: проблема авторства // Человек как творец культуры. — Екатеринбург: УрГУ, 1997. — С. 25—33. — 200 экз.
- Пивоваров Д. В. Схоластика как культура мышления // Личность на рубеже веков. — Екатеринбург: Уральский технич. ун-т, 1997. — С. 23—26.
- Пивоваров Д. В. Диалектико-логический алгоритм // Гуманитарное знание. Ежегодник Выпуск 1. Сб. научных трудов. — Омск: Изд-во ОмГПУ, 1997. — С. 5—7. — (Преемственность).
- Пивоваров Д. В. О смысле жизни // Гуманитарные исследования. Ежегодник. Сб. научных статей. Вып.2. — Омск: Изд-во ОмГПУ, 1997. — С. 3—8. — 200 экз.
- Пивоваров Д. В. Метод антиномизма в русской философии // Судьба России: исторический опыт XX столетия. Ч. 1. — Екатеринбург: УрГУ, 1998. — С. 9—11. — 300 экз.
- Пивоваров Д. В. Сциентизм как феномен социоцентрической религии // Религия, человек, общество. В 2-х частях. Ч. 1. — Курган: Изд-во Курганского ун-та, 1998. — С. 108—113. — 200 экз. (Доклады Международного (Россия и Швейцария) научного религиоведческого Конгресса)
- Пивоваров Д. В. Понятие эгоцентрической религии // XXI век: будущее России в философском измерении: Материалы II Российского философского конгресса В 4 т. — Екатеринбург: Изд-во Урал. ун-та, 1999. — Т. 4: Философия духовности, образования, религии. Ч. 2. — С. 196—197.
- Пивоваров Д. В. Идеал в культуре: проблема авторства // Проблемы философской антропологии и философии культуры: альманах. — Екатеринбург: Изд-во Урал. юридической академии, 1999. — С. 161—167. — 500 экз.
- Пивоваров Д. В. Понятие Бога // Философия и современность: мысли, понятия, идеи. — Уфа: Башкирский ун-т, 1999. — С. 88—93. — 300 экз.
- Пивоваров Д. В. Культура как идеалообразование // Культурология и художественная культура. — Красноярск: Краснояр. ун-т, 2000. — С. 5—8. — 200 экз.
- Пивоваров Д. В. В. С. Соловьёв о сущности религии // В. С. Соловьев: жизнь, учение, традиции. — Екатеринбург: УрГУ, 2000. — С. 150—154. — 50 экз.
- Пивоваров Д. В. Национальная философия: взаимосвязь религии и философии // Естественнонаучное, техническое образование и философская культура. — Екатеринбург: Изд-во Урал. ун-та, 2000. — С. 182—185. — 100 экз.
- Пивоваров Д. В. Церковь и государство: идея Евсевия и её роль в истории православия // Судьба России: образование, наука, культура. — Екатеринбург: УрГУ, 2000. — С. 147—149. — 300 экз.
- Пивоваров Д. В. Три модели смены убеждений // Проблемы свободы совести, веротерпимости и преодоления религиозного и этноконфессионального экстремизма. — Курган: Курган. ун-т, 2000. — С. 104—105. — 250 экз.
- Пивоваров Д. В. Христианская церковь как социальный институт // Гуманитарные исследования. Вып. 5. — Омск: Изд-во ОмГПУ, 2000. — С. 211—214.
- Пивоваров Д. В. Предисловие // Жуковский В. И. Формула гармонии: Секреты шедевров искусства. — Красноярск: Бонус, 2001. — 206 с.
- Пивоваров Д. В. Бахаулла о цивилизационных основаниях общечеловеческой культуры // Культура и цивилизация. Ч. 1. — Екатеринбург: Изд-во Урал. ун-та, 2001. — С. 126—129. — 150 экз.
- Пивоваров Д. В. Универсализм: идея толерантности // Толерантность в контексте многоукладности Российской культуры. — Екатеринбург: УрГУ, 2001. — С. 10—11. — 100 экз.
- Пивоваров Д. В. Две концепции науки // История трансцендентальной философии в республике Башкортостан. — Уфа: Башк. ун-т, 2001. — С. 89—101. — 200 экз.
- Пивоваров Д. В. Наука и религия соизмеримы. — Наука Урала. — 2001. — С. 6—7. 2000 экз.
- Пивоваров Д. В. Детерминизм: мировоззренческие альтернативы // Современная философия в поисках сущностей и смыслов. — Екатеринбург: УрГУ, 2001. — С. 61—63. — 100 экз.
- Пивоваров Д. В. Религиозная и философская вера // Современная философия в поисках сущностей и смыслов. — Екатеринбург: УрГУ, 2001. — С. 192—194.
- Пивоваров Д. В. Чудо // Гуманитарные исследования: Ежегодник. — Омск: Изд-во ОмГПУ, 2002. — Вып. 6. — С. 53—56. 150 экз.
- Пивоваров Д. В. Пророк // Гуманитарные исследования: Ежегодник. — Омск: Изд-во ОмГПУ, 2002. — С. 56—59.
- Пивоваров Д. В. Тема смысла жизни в философии и религии // Религия в изменяющейся России. — Пермь: Пермский технический ун-т, 2002. — Т. 2. — С. 102—111. — 150 экз.
- Пивоваров Д. В. Р. Нибур о религиозном пацифизме // Мировоззрение как социокультурный феномен. — Екатеринбург: УрГУ, 2002. — С. 40—45. — 150 экз.
- Пивоваров Д. В. Понятие и мировоззренческая функция теологии // Мировоззрение и культура. — Екатеринбург: УрГУ, 2002. — С. 203—209. — 250 экз.
- Пивоваров Д. В., Любутин К. Н. Человеческий индивид в субъектно-объектном измерении // Основания индивидуального бытия. — Екатеринбург: УрГУ, 2002. — С. 5—32. — 200 экз.
- Пивоваров Д. В. Идеал в культуре // От частной коллекции — к государственному музею. — Екатеринбург, 2002. — С. 58—65.
- Пивоваров Д. В. Сакральное // Гуманитарные исследования. Ежегодник. Вып. 7. — Омск: Омский педагог. ун-т, 2002. — С. 115—118.
- Пивоваров Д. В. Проблема синтеза основных дефиниций культуры // Вестник Российского философского общества. — 2009. — № 1. — С. 157—161.
- Пивоваров Д. В. Вера Бахаи: учение о прогрессивном откровении // Государство, религия, Церковь в России и за рубежом. — 2010. — № 1. — С. 182—189. Архивировано из оригинала 17 июня 2013 года.
- Пивоваров Д. В. Проблема закона природы в свете богословской идеи Логоса // Религиоведение. — 2010. — № 3. — С. 81—91.
- Пивоваров Д. В. Духовность, душевность и плотяность человека // Вестник Уральского институт экономики, управления и права. — 2010. — № 3. — С. 65—71.
- Пивоваров Д. В. Религиозный культ: операциональные модификации // Вестник Уральского институт экономики, управления и права. — 2011. — № 2. — С. 66—79.
- Пивоваров Д. В. Культура и религия: три модели базиса культуры // Религиоведение. — 2011. — № 2. — С. 137—148.
- Пивоваров Д. В. Б. Спиноза: философия религии // Вестник Уральского институт экономики, управления и права. — № 1 (18). — С. 65—75.
- Пивоваров Д. В. Давид Юм: скептицизм и философия религии // Вестник Уральского институт экономики, управления и права. — 2012. — № 4 (21). — С. 77—90.
- Пивоваров Д. В. Диалектико-семантический алгоритм: общая идея // Известия Уральского федерального университета. Серия 3: Общественные науки. — 2011. — Т. 91, № 2. — С. 5—10.
- Пивоваров Д. В. Три парадокса прогнозирования будущего // Образование и наука. — 2012. — № 4. — С. 118—127. — doi:10.17853/1994-5639-2012-4-118-127.
- Пивоваров Д. В. Три религиозно-философских модели творчества // Образование и наука. — 2012. — № 7. — С. 54—66.
- Пивоваров Д. В. Язык и мировоззрение: идеи Ф. Маутнера и Л. Витгенштейна // Известия Уральского федерального университета. Серия 3: Общественные науки. — 2012. — Т. 100, № 1. — С. 151—160.
- Пивоваров Д. В. Опроверг ли Иммануил Кант онтологический аргумент Ансельма Кентерберийского? // Религиоведение. — 2012. — № 2. — С. 99—109.
- Пивоваров Д. В. Два понятия веры // Религиоведение. — 2013. — Т. 2. — С. 75—89.
- Пивоваров Д. В. Об универсальности дефиниции религии, двух уровнях религиозности и основном вопросе религии. — 2014. — № 2. — С. 76–88. Архивировано 5 марта 2016 года.
- Пивоваров Д. В. Религиозно-философские модели человека: двумерный человек // Вестник Омского государственного педагогического университета. Гуманитарные исследования. — Омск: Издательство ОмГПУ, 2014. — № 1 (2). — С. 26—28.
- Пивоваров Д. В. Религиозно-философские модели человека: трёхмерный человек // Вестник Омского государственного педагогического университета. Гуманитарные исследования. — Омск: Издательство ОмГПУ, 2014. — № 3 (4). — С. 29—34.
- Пивоваров Д. В. Философская вера и веровательные тенденции в философии // Гуманитарий: актуальные проблемы науки и образования. — Саранск: Мордовский ун-т, 2014. — № 4. — С. 14—22.
- Пивоваров Д. В. Иммануил Кант: гносеология и философия религии // Вестник Уральского институт экономики, управления и права. — 2014. — № 1. — С. 74—89.
- Пивоваров Д. В. Основание, причинность, эффективность, детерминизм // Известия Уральского федерального университета. Серия 3. Общественные науки. — 2014. — № 1. — С. 183—196.
- Пивоваров Д. В. Отношение, связь, свойство, вещь (категориальный анализ) // Известия Уральского федерального университета. Серия 3: Общественные науки. — 2013. — Т. 112, № 1. — С. 63—72.
- Пивоваров Д. В. Социоцентрические религии // Религиоведение. — 2015. — № 1. — С. 71—80. Архивировано 20 марта 2016 года.
- Пивоваров Д. В. Л. А. Фейербах: антропологизм, атеизм и философия религии Архивная копия от 7 июня 2020 на Wayback Machine // Вестник Уральского института экономики, управления и права. 2016.

- Pivovarov D. W., Aveibukh V. L. Analysis of Visual Programming Graßcal Representations // . — «Восток-Запад». Международная конференция «Взаимодействие человека с компьютором». Доклады. Ч. 1. С.-Пб, Россия, 2-8 августа 1992. МЦНТИ. Москва. — 1992. — С. 225—228.
- Pivovarov D. W. Reflection and Creation // The Ural International Journal of Philosophy. — 1999. — № l. — P. 119—128.
- Pivovarov D. W. Operational and Non-operational Aspects of Knowledge // The Ural International Journal of Philosophy. — 1999. — P. 133—143.
- Pivovarov D. W. -a syntetic conception // The Urals International Journal of Philosophy. — Ekaterinburg: The Ural State University, 2000. — P. 58—65.
- Pivovarov D. W. Structure of Cognitive Process // The Urals International Journal of Philosophy. — Ekaterinburg: The Ural State University, 2000. — P. 96—103.
- Zhukovskiy V. I., Pivovarov D. W. The Nature of Visual Thinking // Journal of Siberian Federal University. Humanities & Social Sciences. — Krasnoyarsk: Siberian Federal University, 2008. — № 1. — P. 124–148. — ISSN 1997-1370.
- Pivovarov D. V. Problem of synthesis of the main definitions of culture // Journal of Siberian Federal University: Humanities & Social Sciences. — Krasnoyarsk: Siberian Federal University, 2009. — № 1. — P. 17–22. — ISSN 1997-1370.
- Пивоваров Д. В. Проблема синтезу основi дефінiції культури // Філософія. Культура. Життя. — Дніропетровськ: Дніропетровська державна фінансова академия, 2010. — С. 115—121.
- Zhukovskiy V. I., Pivovarov D. W. Works of Art and Visual Thinking // European Journal of Natural History. — 2010. — № 2. — P. 38—42. Архивировано из оригинала 25 октября 2015 года.
- Pivovarov D. V. Baha`I Faith: the Doctrine of Progressive Revelation // Journal of Siberian Federal University. Humanities & Social Sciences. — Krasnoyarsk: Siberian Federal University, 2011. — Т. 4, № 1. — P. 50—59. — ISSN 1997-1370.
- Pivovarov D. V. Ideale and ideelle = Идеальное и идеал // Journal of Siberian Federal University. Humanities & Social Sciences. — Krasnoyarsk: Siberian Federal University, 2012. — Т. 5, № 1. — С. 13—27.
- Zhukovsky V. I., Pivovarov D. V. The Religious-artistic Image of a Perfect Human Integrity: A.A. Ivanov’s Picture “The Appearance of Christ Before People” // Journal of Siberian Federal University: Humanities & Social Sciences. — Krasnoyarsk: Siberian Federal University, 2012. — Т. 5, № 1. — P. 48—55. — ISSN 1997-1370. (Жуковский В. И., Пивоваров Д. В. Религиозно-художественный образ совершенной целостности человека: картина А. А. Иванова «Явление Христа народу» Архивная копия от 2 июня 2019 на Wayback Machine) (копия на русском языке Архивная копия от 4 марта 2016 на Wayback Machine)
- Pivovarov D. V. Scientism: a cult of «а chosen scientist» = Сциентизм: культ «избранного ученого» // Journal of Siberian Federal University. Humanities & Social Sciences. — Krasnoyarsk: Siberian Federal University, 2013. — Т. 6, № 2. — С. 163—170.
- Pivovarov D. V. On Universal Definition of Religion // Journal of Siberian Federal University. Humanities & Social Sciences. — Krasnoyarsk: Siberian Federal University, 2015. — Т. 8, № 1. — P. 52—63. — ISSN 1997-1370.
- Zhukovsky V. I., Pivovarov D. V. Critical Analysis of the Systems Approach = Критический анализ системного подхода // Journal of Siberian Federal University. Humanities & Social Sciences. — Krasnoyarsk: Siberian Federal University, 2015. — Т. 8, № 8. — P. 1569—1575. — doi:10.17516/1997-1370-2015-8-8-1569-1575.

### Рецензии
- Пивоваров Д. В. Рец.: Кислов Б. А. Проблема оценки в марксистско-ленинской философии (вопросы теории и методологии) // Философские науки. — 1988. — № 1. — С. 124—126.
- Пивоваров Д. В. Рец.: Каштерский А. И. Отражение и функция. Свердловск, 1989. — 232 с. // Философские науки. — 1991. — № 2. — С. 182—185.
- Пивоваров Д. В. Марксизм как атеистическая секта христианства. Рец.:Жукоцкий В. Д. Маркс после Маркса. Материалы по истории и философии марксизма в России. Нижневартовск: Изд. «Приобье», 1999 // Гуманитарные исследования. Ежегодник Омск. педагог. ун-та. Вып. 4. Книга 2. — Омск: ОмГПУ, 2000. — 150 экз.
- Пивоваров Д. В. Рец.:Жукоцкий В. Д. Маркс после Маркса. Материалы по истории и философии марксизма в России. Нижневартовск: Изд. «Приобье», 1999 // Философия и общество. — 2001. — № 2. — С. 161—167.

### Переводы
- Эсслемонт. Дж. Э. Бахаулла и новая эра / Пер. с англ. проф. Д. В. Пивоварова. — Екатеринбург: Изд-во Урал. ун-та, 1991. — 304 с. — 20 000 экз.
  - Пивоваров Д. В. Вера бахаи: учение о прогрессивном откровении // Эсслемонт. Дж. Э. Бахаулла и новая эра. — Екатеринбург: Изд-во Урал. ун-та, 1991. — С. 281—300.

## Интервью
- Валерий Литвинчук Уральское религиоведение (недоступная ссылка) // Religo.ru, 20.04.2012 г.

## Награды
- В 1977 году стал Лауреатом Всесоюзного конкурса молодых учёных по проблемам диалектического материализма, который проводился Философским обществом СССР совместно с журналом «Вопросы философии». Его статья «О соотношении предметного и операционального компонентов научного знания» была признана лучшей.
- Лауреат ряда премий УрГУ за:
  - монографию «Диалектика субъекта и объекта» (1994)
  - серию статей в «Современном философском словаре» (1997)
  - учебные пособия «История и философия религии» (2002) и "Философия религии (2007) в номинации «За лучшую учебно-методическую работу».
- Заслуженный деятель науки Российской Федерации (1998 год)[6]
- В 1999 году лауреат премии им. В. Н. Татищева и Г. В. де Генина.
- Почётный профессор Гуманитарного университета Екатеринбурга (2001).
- В 2002 году на конкурсе гуманитарного фонда «Золотая мысль» монография «Дух, душа и вера» была признана лучшей среди работ.
- Почётный профессор Уральского государственного университета (2004).